# Instituut voor Tropische Geneeskunde

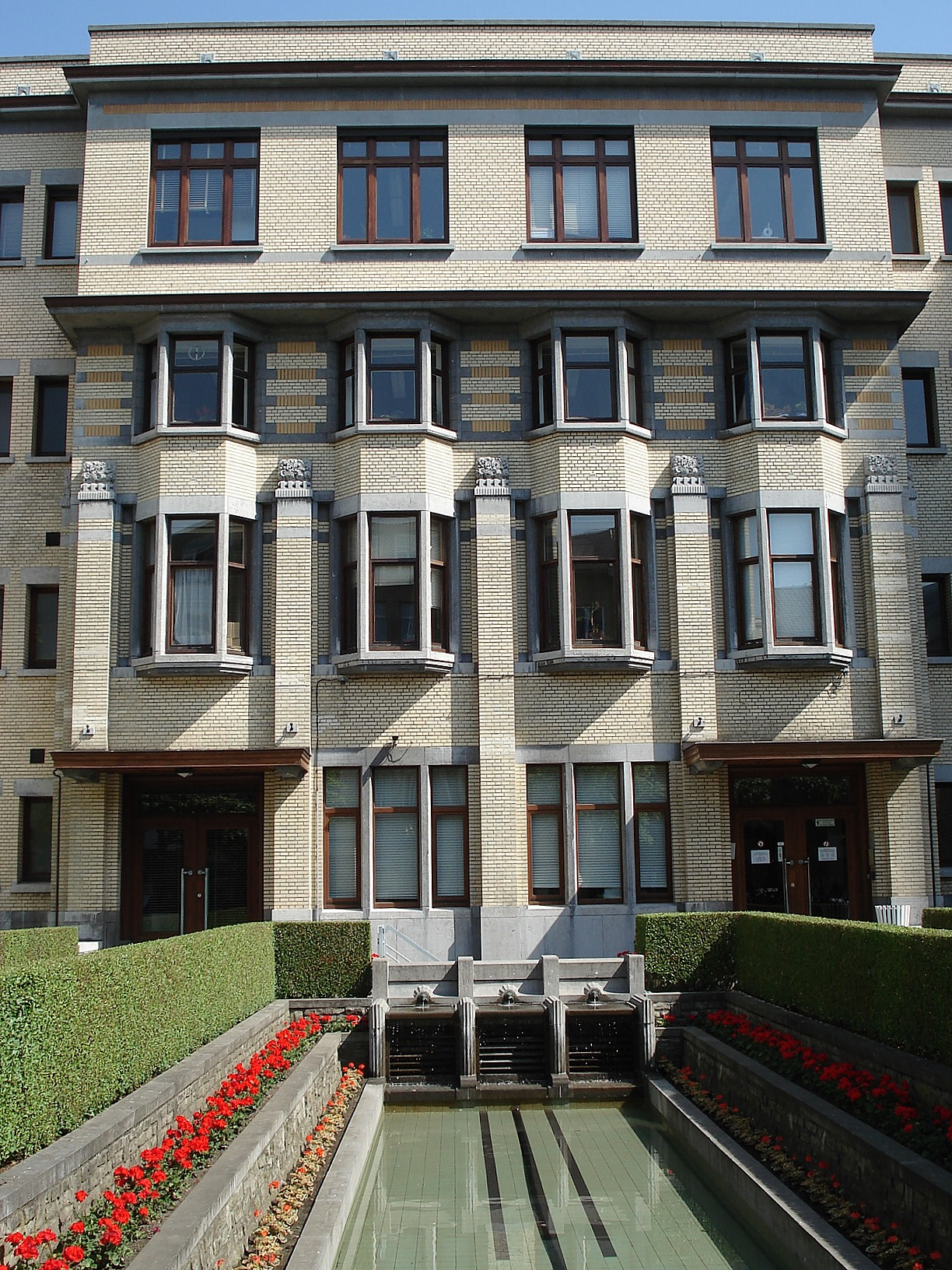
Das Instituut voor Tropische Geneeskunde in Antwerpen

Das Instituut voor Tropische Geneeskunde (kurz: ITG, auch bekannt als Prins Leopold Instituut voor Tropische Geneeskunde) ist ein belgisches Institut für die Ausbildung und Forschung in der Tropenmedizin und für die Organisation der Gesundheitsversorgung in Entwicklungsländern. Es bezeichnet sich nach außen mit seinem englischen Namen Institute of Tropical Medicine Antwerp. Dieser Name wird auch im Logo verwandt. Es hat seinen Sitz in Antwerpen.
Das IGT ist spezialisiert auf biomedizinische, klinische und öffentliche Gesundheitsforschung, Fortbildung und Reisemedizin. Es bietet auch ambulante, klinische und präventive Leistungen bei Tropenpathologien und sexuell übertragbaren Krankheiten an. Es ist von der Weltgesundheitsorganisation als Referenzzentrum für AIDS-Forschung anerkannt sowie ein nationales und internationales Referenzzentrum für eine Reihe von Krankheiten und Krankheitserregern (wie das Ebola-Virus).

## Abteilungen
- Abteilung für Biomedizinische Wissenschaften
- Abteilung für klinische Wissenschaften
- Abteilung für öffentliche Gesundheit